# 후기 청동기 시대의 붕괴

청동기 시대 붕괴기(1206~1150 BC)의 고대 근동과 고대 그리스

후기 청동기 시대의 붕괴(Late Bronze age collapse) 또는 청동기 시대 붕괴기(1206~1150 BC)는 에게 해 지역(지금의 터키 서부), 서남아시아, 지중해 동부에서 일어난 청동기 시대 후기로부터 철기 시대 초기로의 전환 또는 그 시기를 가리킨다. 특히 이 전환이, 일군의 역사가들이 주장하는 바대로, 예상치 못한 때에 급작스럽게 발생했는데 폭력적 양상으로 전개되었으며 문명을 파괴하는 형태로 일어났다는 것을 가리키는 낱말이다. 역사학자들에 의하면 전쟁은 아시리아와 바빌로니아의 전신인 아카드 제국이 등장한 기원전 24세기부터 등장하고 있었지만 청동기 시대가 붕괴될 정도로 규모가 큰 전쟁은 없었다고 한다. 또한 "붕괴적" 전환의 견해를 가진 학자들의 주장에 따르면, 고대 근동의 청동기 시대 후기를 특징짓는 에게 해 지역과 아나톨리아의 궁전 경제(palace economy) 체제가 일정한 중단기 또는 공백기가 지난 후에 그리스 암흑기(1100~750 BC 또는 1200~800 BC)의 고립된 마을 문화 체제로 대체되었다.
기원전 1206~1150년 동안, 미케네 왕국들, 아나톨리아와 시리아의 히타이트 제국, 시리아와 가나안의 이집트 제국의 문화의 붕괴는 무역로의 폐쇄를 가져왔고 글을 읽고 쓰는 지식 또는 능력을 크게 감소시켰다. 이 시기의 첫 단계에서, 트로이와 가자 사이의 거의 모든 도시들이 폭력적으로 파괴되었으며 이 파괴된 도시들 중 많은 것들이 그 이후로 사람이 거주하지 않는 도시가 되었다. 철저하게 파괴되어 폐허가 된 도시들 중 대표적인 것으로는 하투사, 미케네, 우가리트가 있다.
청동기 시대 붕괴기를 뒤이은 암흑 시대(Dark Age)가 종결되자 마침내 킬리키아와 시리아에 시리아-히타이트 도시 국가들, 기원전 10세기 중반에 레반트에서 아르메니아 왕국들, 메소포타미아에서 신아시리아 제국이 성립되었다.

## 지역별 증거

### 아나톨리아
청동기 시대의 붕괴 전에, 셈족계의 아시리아인과 더불어, 루비아인, 히타이트인, 미탄니인, 미케네 그리스인 등의 많은 인도유럽 민족들이 아나톨리아를 지배하였다. 기원전 17세기부터 미탄니인은 토착 민족인 후르리인(Hurrians)을 지배하였는데, 후르리인은 캅카스 지역의 고대 토착 민족들 중 하나로 이들이 말한 언어는 고립어였다. 이와 유사하게, 히타이트인은 토착 민족인 하티인(Hattians)을 흡수하였는데, 하티인의 언어는 북캅카스어족에 속한 언어였다.

### 결론
로버트 드루스는 붕괴를 “서로마 제국의 멸망보다도 처참했던, 고대 역사상 최악의 재앙”으로 묘사한다. 수많은 사람들이 “잃어버린 황금시대”에 대한 이야기를 통하여 이 재앙에 대한 문화적 기억을 이야기해 왔다. 예를 들어 헤시오도스는 당대의 잔혹하고 잔인한 철의 시대와는 영웅의 시대를 사이에 두고 구분되는 평화 시대, 황금 시대, 은의 시대, 청동 시대를 이야기했다.

## 붕괴의 원인 추정
이 시기는 청동기 시대 후기와 철기 시대 초기의 일부분으로, 중앙 집권 권력의 몰락, 특히 고도로 도시화된 지역에서의 전반적인 인구 감소, 아나톨리아와 에게 해 지역의 지식 수준 감소 및 여타 지역에서의 제한, 정형화된 장거리 국제 무역의 소멸, 지배 계층 내의 권력 투쟁 증가 및 선택권 제한 등이 일어났다.
붕괴 상황을 설명하는 여러 이론이 제시되었으며, 이 중 다수는 동시에 영향을 끼쳤을 수 있다.

### 화산 폭발
기원전 천년 경 있었던 헤클라 산의 분화 시기는 이 시기와 대략 일치하며, 정확한 날짜는 논쟁중이지만 한 그룹은 이를 기원전 1159년으로 계산하여 이집트에서의 붕괴와 연결시켰다.

### 지진
스탠퍼드 대학교의 지구물리학 교수인 아모스 누르(Amos Nur)는 리히터 규모 6.5 이상의 대형 지진이 발생하면 약화된 단층선을 따라 수개월 또는 수년 후 후속 지진이 발생할 수 있다는 지진폭풍 가설을 제시하였다. 그는 지진 발생도를 청동기 시대 후기에 파괴된 지역의 지도와 겹쳐 보면 매우 밀접한 관계가 있음을 보여준다.

### 이민과 침략
Ekrem Akurgal, Gustav Lehmann, Fritz Schachermeyer - Gaston Maspero의 견해를 따름 - 의 주장이다.
유럽 동남부로부터 전래되어 이 지역에 넓게 분포된 “Naue II 형 검”, “모든 곳에서 온 북쪽 사람들”에 대한 이집트의 기록 등이 증거이다.
당시 우가리트 서신은 루비아인, 그리스인, 가나안인 등 이질적인 민족으로 구성된 것으로 보이는 수수께끼의 바다 민족 등의 부족으로부터 받은 침략에 대하여 언급한다. 이와 동일하게, 붕괴 직전 작성된 에게 해 지역 최후의 선형 B 문서는 특히 아나톨리아에서 크게 증가한 해적, 노예 사냥 및 이 외의 공격에 대하여 보고한다. 람세스 2세 치세 이후 이집트인이 리비아 해안을 따라 건설 및 유지한 요새들은 습격을 감소시키기 위한 것이었다.
붕괴 시기가 다수의 새로운 민족 집단의 출현 시기와 일치한다는 점에서 이 이론은 설득력을 얻는다. 프리기아인, 원 아르메니아인, 메디아인, 페르시아인, 킴메르인, 리디아인, 스키타이인, 콜치스인, 후르리 및 우라르투인, 이란의 사르마티아인 등 인도유럽계 민족이 나타났다. 이들은 캅카스, 이란, 아나톨리아에 정착하거나 나타났다. 트라키아인, 마케도니아인, 도리아계 그리스인은 이 시기에 아마도 북쪽으로부터 이동하여 미케네와 아하이아의 초기 그리스인을 몰아낸 것으로 보인다. 또한, 아마도 남동쪽으로부터 아람인, 칼데아인, 수투인 등의 셈족의 광범위한 이주가 있었던 것으로 보인다.
이러한 이주가 발생한 궁극적인 이유에는 가뭄, 전술 및 무기의 발전, 지진 및 기타 자연재해 등이 포함될 수 있으며, 이는 이주설이 여기에 언급된 다른 이론과 꼭 상충되지는 않음을 의미한다.

### 철기
기원전 13세기 및 12세기에 현재의 불가리아와 루마니아 지역에서 시작된 기초적인 철기 기술이 해당 지역에 느린 속도로 연속적으로 전파된 기술사 맥락 안에서 청동기 시대의 붕괴를 볼 수도 있다.
레너드 파머(Leonard R. Palmer)는 철제 무기가 청동제 무기보다 열등하였으나 공급량은 훨씬 커, 철기를 사용하는 다수의 병사가 청동기를 사용하는 소수의 엘리트 전차병을 압도할 수 있었다고 한다. 이 주장은 이후 철기로의 전환이 붕괴 전이 아닌 후에 일어났음이 밝혀져 약화되었다. 현재에는 “체제 붕괴”의 한 단면인 장거리 교역의 단절 때문에 주석의 공급이 어려워져 청동 생산이 불가능해 진 것으로 본다. 낡은 도구가 재활용되었고, 이 때 철로 만든 대체품이 사용되었다.

### 가뭄
하비 와이스는 그리스, 터키, 서남아시아의 파머 가뭄 지수를 이용하여 1972년 1월부터 지속된 것과 같은 가뭄이 후기 청동기 시대의 붕괴와 관련된 모든 발굴지에 영향을 주었었음을 보였다. 가뭄은 사회경제학적 문제를 쉽게 촉발 또는 재촉하여 전쟁을 발발시킬 수 있다. 이보다 더 최근에는 Brian Fagan이 한겨울 대서양에서 피레네 및 알프스 산맥 북부로 부는 태풍이 방향을 바꾸어 중부 유럽은 습하게 만드나 동지중해에는 가뭄을 가져 오는 현상이 후기 청동기 시대의 붕괴와 어떻게 결부되는지를 보였다. 브랜던 드레이크(Brandon L. Drake)는 초기 철기 시대는 이전 청동기 시대보다 건조했음을 보였다. 이는 커뉴스키(D. Kaniewski) 등의 “기원전 2세기 말~1세기 초 시리아 해안의 급격한 기후 변화 및 동지중해 역사에 대한 함의”에 대한 연구를 뒷받침한다.

### 전쟁의 변화
로버트 드루스는 과거 단조로 제작되다가 주조로 제작된 창날, 혁신적인 베고 찌르는 무기인 장검, 투창 등 새롭게 개발된 무기와 갑주를 사용하는 조직화된 보병 및 청동 주물 대장간의 출현이 “에게 해 지역에서 청동기 도구의 대량 생산이 갑자기 중요해 졌음”을 시사한다고 주장한다. (예를 들어, 호메로스는 “창”으로 “전사”를 비유하여 나타낸다“) 떼를 지어 전차 군단을 쓰러뜨릴 수 있는 다수의 ”달리는 척후병“의 손에 쥐어진 그 신무기들은 침략자들이 도시를 정복하고, 약탈하고, 불지르기 시작함에 따라 지배 계급의 전차 운용에 의지하는 나라를 흔들 것이었다.

### 체제의 일반적 붕괴
체제의 일반적 붕괴는 기원전 12~13세기 언필드 문화의 붕괴와 기원전 9~10세기 할슈타트 문화의 흥성 사이 문화의 전환을 설명하기 위하여 제시되었다. 그러나 이 이론은 이 체제 붕괴가 지금 논의중인 청동기 시대의 붕괴의 원인인지 아니면 결과인지에 대한 의문을 야기한다. 조지프 테인터가 제창한 체제의 일반적 붕괴 이론은 사회가 복잡해 짐에 따라 쇠퇴하다가 붕괴하여, 보다 단순한 형태의 사회를 이룬다는 가설을 제시하였다.
특히 서남아시아의 경우, 인구 증가, 토양의 척박화, 가뭄, 주조 청동제 무기 및 철기 생산 기술 등 여러 가지 요소가 건조한 대지 대비 무기의 상대적인 가격을 기존 전사 귀족계급이 감당할 수 없는 수준까지 상승시켰을 수 있다. 점차 충격에 약해지고 회복력이 떨어지는 복잡한 사회에서 이러한 요소들이 혼합되어 붕괴에 기여했을 수 있다.
캐럴 토머스(Carol Thomas)와 크레이그 코넌트(Craig Conant)가 썼듯 후기 청동기 시대의 정치적, 경제적, 사회적 조직의 복잡도 및 전문화 심화는 청동기 문명이 회복할 수 없게 만든 광범위한 붕괴를 설명할 수 있는 약점이다. 후기 청동기 시대의 치명적인 단점은 집중화, 전문화, 복잡화, 상부가 비대한 정치구조이다. 이러한 단점은 이후 사회정치학적 요소(농노의 반란과 용병의 배신), 모든 왕국의 허약함(미케네, 히타이트, 우가리트, 이집트), 인구학적 위기(인구 과다), 국가간 전쟁 등을 통하여 현실화되었다. 허약한 왕국에 점증하는 압력을 주었을 수 있는 다른 요소는 해상 무역에 대한 바다 민족의 해적 행위, 가뭄, 수확 실패, 기근, 도리아인의 이주 또는 침략 등이다.
줄리언 제인스는 양원제 (심리학) 가설을 통하여 이 시기 사회의 복잡성에 따라 인간의 인지 능력이 본능적이고 종교적인 행동에서 논리적 추론으로 대폭 전환되었다고 주장한다. 이는 현재도 주변적 이론에 머무르나, 최근 몇몇 학자의 주의를 끌었다.

## 기타 문헌과의 관계
출애굽기는 후기 청동기 시대 붕괴기 동안에 이집트에서 발생한 자연재해와 사건, 그리고 이어진 셈족의 이집트에서 가나안으로의 재이주를 묘사하는 것으로도 여겨지기도 하는데, 해리스 파피루스는 이집트 제19왕조 멸망 후 혼란기에 세트나크테가 아시아인을 축출했음을 이야기한다는 것을 근거로 하여 출애굽을 이 시기의 사건으로 보는 이들도 있다. 하지만, 세트나크테가 이르수와 셈족을 축출했다는 이야기는 이집트가 아니라 가나안을 배경으로 하고 있을 것으로도 추정되는데, 이집트를 배경으로 하고 있다고 보는 학자들 만큼이나 많은 학자들이 이르수가 이집트의 정치적 혼란기 동안 이집트 제국의 영토인 가나안에서 패권을 잡은 군벌로 보고 있다.
대부분의 학자들은 드보라 이야기의 배경을 후기 청동기 붕괴기로 보고 있다. 드보라의 적으로 언급되는 시스라는 셈어 이름이 아니며, 드보라의 노래는 600명의 블레셋인들을 죽인 것으로 알려진 사사 삼갈을 기록하는데, 이는 드보라의 이야기가 블레셋인들을 포함한 그리스 계통의 해상 민족들이 가나안을 침공하던 후기 청동기 붕괴기에 부합함을 보여준다. 루카스 니시올로스키-스파노와 같은 현대의 대부분의 학자들은 드보라의 노래가 해상 민족과 후기 청동기 붕괴기에 대한 것으로 보고 있다. 실제로, 하솔은 이 시기인 기원전 12세기에 대규모 화재와 파괴를 경험했다.
일리아드의 역사 기록으로서의 가치에는 여전히 의문이 있으나, 일반적으로는 마찬가지로 이 붕괴시기 전후에 일어난 트로이 전쟁에 기초를 둔 것으로 추정된다.

## 같이 보기
- 그리스 암흑기
- 게르만족의 대이동
- 이집트 제3중간기